# Den Gyllene Tulpanen
Den Gyllene Tulpanen (franska: Fanfan la Tulipe) är en fransk äventyrs-komedifilm från 1952 i regi av Christian-Jaque. I huvudrollerna ses Gérard Philipe och Gina Lollobrigida. En nyinspelning av filmen gjordes 2003, där Penélope Cruz spelade Lollobrigidas roll. 

## Rollista i urval
- Gérard Philipe – Fanfan la Tulipe
- Gina Lollobrigida – Adeline La Franchise
- Marcel Herrand – Louis XV
- Olivier Hussenot – Tranche-Montagne
- Noël Roquevert – Fier-à-Bras
- Henri Rollan – fältmarskalken
- Nerio Bernardi – La Franchise
- Jean-Marc Tennberg – Lebel
- Geneviève Page – markisinnan Pompadour
- Sylvie Pelayo – Henriette de France
- Lolita De Silva – La dame d'honneur
- Irène Young – Marion
- Georgette Anys – Madame Tranche-Montagne
- Hennery – Guillot
- Lucien Callamand – Le maréchal de Brandebourg

## Nomineringar och utmärkelser
Filmen erhöll Silverbjörnen vid Filmfestivalen i Berlin 1952 samt pris för bästa regi vid Filmfestivalen i Cannes 1952, där den även var nominerad till Guldpalmen. 